# Степанова Інна Яківна
Інна Яківна Степанова (рос. Инна Яковлевна Степанова, нар. 17 квітня 1990, Улан-Уде, Росія) — російська лучниця, срібна призерка Олімпійських ігор 2016 року, чемпіонка світу.

## Виступи на Олімпіадах
| Олімпіада           | Дисципліна             | Місце |
| ------------------- | ---------------------- | ----- |
| Лондон 2012         | індивідуальна першість | 17    |
| Лондон 2012         | командна першість      | 4     |
| Ріо-де-Жанейро 2016 | індивідуальна першість | 9     |
| Ріо-де-Жанейро 2016 | командна першість      | 2     |

## Державні нагороди
- Медаль ордена «За заслуги перед Вітчизною» I ступеня (25 серпня 2016 року) — за високі спортивні досягнення на Іграх XXXI Олімпіади 2016 року в місті Ріо-де-Жанейро (Бразилія), виявлені волю до перемоги та цілеспрямованість[1].